# Sultanat de Jaunpur
El Sultanat de Jaunpur fou un sultanat de l'Índia amb capital a la ciutat de Jaunpur.
La ciutat es va fundar com a fortalesa de frontera del sultanat de Delhi el 1359/1360 al lloc d'una ciutat anterior destruïda per les pluges. L'eunuc habshi Malik Sarwar, que havia exercit diversos càrrec importants a la cort de Delhi, fou nomenat wazir el 1389 amb títol de Khwaja-i-Jahan. Uns anys després, el 1394, se li va concedir l'administració del territori entre Kanauj i Bihar, amb l'encàrrec de reprimir la constant revolta dels hindús i amb títol de Malik al-shark de Jaunpur (rei de l'Orient); va dominar la regió i va ampliar els seus límits i fou de fet independent però mai va agafar el títol reial sobiranament; en canvi el seu fill adoptiu i successor, Karanful, també un habshi, que el va succeir el 1399, aprofitant l'expedició de Tamerlà, va fer llegir la khutba en nom propi i va emetre moneda agafant el nom de Mubarak Shah.
Va morir el 1400 i el va succeir el seu germà petit amb el nom d'Ibrahim Shah Sharki, i va governar durant 40 anys, sent un notable protector de les arts i les lletres. La nissaga que va governar el sultanat de Jaunpur fou anomenada Sharki (Xarqui) o Shàrkida (Xàrquida) pel títol original de malik al-shark. El 1407 va conquerir Kanauj, Sambhal i Baran (Bulandshahr) i estava a punt de marxar contra Delhi quan es va saber que Muzaffar Shah de Gujarat havia derrotat a Hushang Shah de Malwa i aspirava a Jaunpur; llavors Ibrahim es va retirar a la seva capital per reforçar la defensa; el 1414 Sayyid Khidr Khan, que era parent seu, va assolir el poder a Delhi; el 1427 va atacar Kalpi però Sayyid Mubarak Shah li va fer front; ho va tornar a provar el 1432 i també va envair Bengala i territoris veïns.
Va morir el 1440 i el va succeir el seu fill Mahmud Shah Sharki, que el 1444 va poder atacar altre cop Kalpi amb permís de Malwa, per castigar a un governador que havia vulnerat principis religiosos, i encara que Mahmud va intentar conservar la ciutat, la va haver d'abandonar; llavors va saquejar Chunar i parts d'Orissa, i el 1452 va avançar cap a Delhi durant l'absència de Bahlul Shah Lodi, que feia un any que governava; Bahlol va retornar i Mahmud es va haver de retirar; però pocs anys després la guerra es va reprendre i va seguir fins a la mort de Mahmud el 1459; el va succeir el seu fill gran Muhammad Shah Sharki, assassinat al cap de pocs mesos, i substituït pel seu germà Husayn Shah Sharki.
Husayn va seguir les expedicions a Orissa, Bundelkhand i Baghelkhand i al final va provar també d'envair Delhi i va perdre el regne en aquesta aventura; la primera expedició es va fer el 1473 i durant uns anys la sort afavorí a un o altra bàndol; el 1480 Husayn fou derrotat per dues vegades al Doab central quan es retirava després d'una victòria, havent de cedir per ajustar la pau Kanli, Patiali i altres viles del Doab incloent Jaunpur (1483). Va reorganitzar les seves forces durant la pau que va seguir, i va reprendre la guerra el 1486, recuperant Jaunpur, i lliurant la decisiva batalla de Sunhar al districte d'Etawah on va patir una derrota completa, després del qual la seva capital, Jaunpur, fou ocupada per les forces del sultà de Delhi. En els anys següents els governadors lodis de Jaunpur, primer Mubarak Khan i després Barbak Shah, fills de Bahlul, el van anar expulsant ca a l'est i es va haver de refugiar al Bihar sent perseguit fins a Haldi a la vora del Ganges. Husayn amb l'habilitat política que va mantenir al llarg de la seva vida, va aconseguir enfrontar a Barbak Shah amb el seu germà Sikandar Lodi que havia pujat al tron de Delhi el 1489. Però Sikandar va enganyar i derrotar a Barbak que va caure presoner i es va apoderar del seu govern autònom (1493). Husayn va fer un intentar de recuperar el poder el 1496 sense èxit. Poc després Husayn va fugir de Bihar i se'n va anar a Bengala, al regne de Gaur, on el sultà Ala al-Din Husayn Shah era parent seu, i el va acollir amb honors i el va deixar residir a Kahlgaon, on va morir.

## Llista de sultans
- Malik Sarwar Khwadja-i Djahan 1394-1399
- Màlik Karanful Mubàrak Xah 1399-1401
- Xams al-Din Ibrahim Xah Xarki 1401-1440
- Mahmud Xah Xarki 1440-1458
- Muhàmmad Xah Bhikan Khan 1458
- Husayn Xah Xarki 1458-1483
- A Sikandar Lodi de Delhi 1483
- A Delhi 1483-1526
- Imperi Mogol 1526-1722
- Al nawab d'Oduh (Awadh) 1722-1775
- Companyia Britànica de les Índies Orientals i Gran Bretanya 1775-1948